# گروه اس‌کی

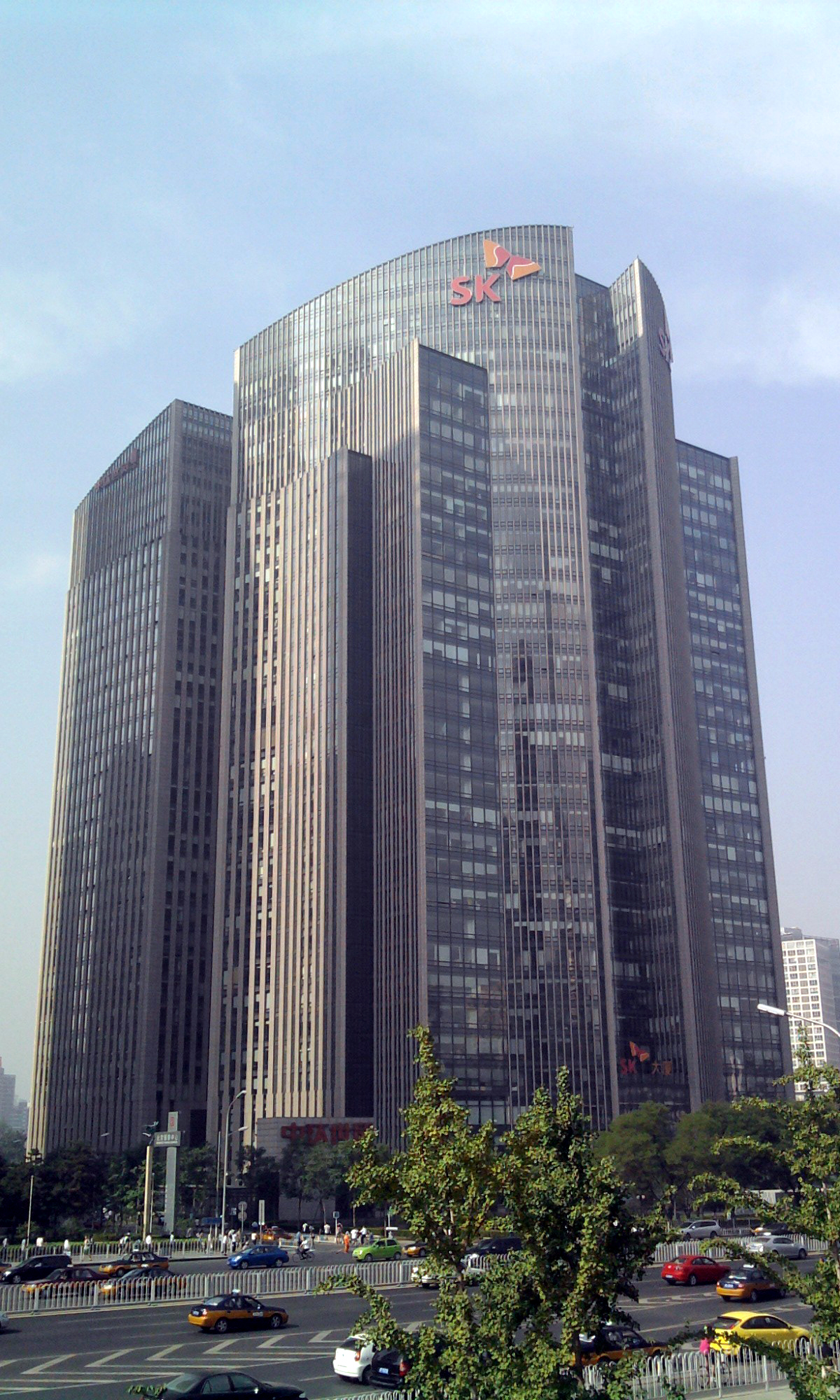
ساختمان اداری گروه اس‌کی در شهر پکن

گروه اس‌کی (به کره‌ای: SK 그룹، 에스케이 그룹) شرکت خوشه‌ای کره‌ای است، که از طریق شرکت‌های تابعه و فرعی خود، در حوزه‌های انرژی، مخابرات، ساخت‌وساز، حمل‌ونقل، بازاریابی، خدمات اینترنت و پهنای باند فعالیت می‌کند. این شرکت در سال ۱۹۹۷ نام خود را از گروه سان‌کیانگ به گروه اس‌کی تغییر داد. در سال ۲۰۰۹ بر اساس رتبه‌بندی فورچون جهانی ۵۰۰ گروه اس‌کی در رتبه ۷۲ از بزرگترین شرکت‌های جهان قرار گرفت.
این گروه دارای بیش از ۳۰ هزار کارمند می‌باشد، که در ۱۱۳ دفتر این شرکت در سراسر جهان فعالیت می‌کنند. گروه شرکت‌های اس‌کی همچنین دارای بزرگترین ارائه دهنده خدمات تلفن همراه کره جنوبی است و شرکت تابعه‌ای از گروه اس‌کی بنام اس‌کی تلکام مدیریت این بخش را برعهده دارد.